# Wojciech Gerson
Wojciech Gerson (1. července 1831, Varšava – 25. února 1901, Varšava) byl polský malíř, představitel akademismu a realismu. Působil jako dlouholetý profesor na Akademii výtvarných umění ve Varšavě a učil zde řadu budoucích osobností polského realismu a novoromantismu, včetně Józefa Chełmońského, Leona Wyczółkowského, Władysława Podkowińského, Józefa Pankiewicze a Anny Bilińské. Velké množství jeho obrazů bylo ukradeno nacistickým Německem za druhé světové války a nikdy nebylo získáno zpět.

## Život
Otcovi předkové pocházeli z Belgie a Francie a dědeček z matčiny strany přišel do Varšavy z Německa. Narodil se během listopadového povstání proti Rusům a odmala byl vychováván ve velmi vlasteneckém duchu.
V roce 1844 se zapsal na Akademii výtvarných umění ve Varšavě, kterou absolvoval s vyznamenáním v roce 1850. V letech 1849-1853 se spolu s partou mladých studentů pěšky toulal Polskem a dnešní Litvou. Výsledkem bylo mj. album litografií Ubiory ludu polskiego, které mělo i etnografickou hodnotu. Také díky tomu později ilustroval etnografické studie Oskara Kolberga.
V roce 1853 získal stipendium na Petrohradské akademii umění a strávil dva roky studiem historické malby u Alexeje Markova. V Petrohradě promoval se stříbrnou medailí a v roce 1855 se vrátil do Varšavy. V roce 1856 odešel do Paříže, kde studoval u Léona Cognieta. Vedl zde také četné diskuse s polskými emigranty, například s Cyprianem Norwidem. Vrátil se do Polska v únoru 1858. Po zbytek života pobýval ve Varšavě.
Byl spoluzakladatelem Společnosti výtvarných umění "Zachęta" (Towarzystwo Zachęty Sztuk Pięknych), jež vznikla v roce 1860.  Byla to první podpůrná skupina svého druhu ve Varšavě. V roce 1865 začal vyučovat umění ve své vlastní dílně na ulici Miodowa (chodil do ní například Józef Simmler). Přijímal zde mj. větší množství ženských studentek. V roce 1872 se stal profesorem na Akademii výtvarných umění. Do důchodu odešel v roce 1896. Vychoval generaci budoucích polských umělců. Gerson též získal v roce 1873 titul akademika na Petrohradské akademii výtvarných umění a v roce 1878 byl jmenován profesorem. V letech 1860–1871 také učil na varšavském institutu pro hluchoněmé.
Zanechal fresky na řady varšavských budov (např. Victoria hotel). Velkou kapitolou v jeho díle jsou knižní i novinové ilustrace. Gerson také pracoval jako scénograf a umělecký kritik. V Polsku je uctíván zejména pro své historické obrazy vlastenecké povahy (Chrzest Litwy, Opłakane Apostolstwo: Apostolstwo Germańskie u Słowian Pomorskich, Krzyżacy w Polsce, Bez Ziemi – Pomorzanie przez Niemców Wyparci na Wyspy Bałtyku). Často upomínaly na germanizaci starých slovanských oblastí. Maloval též výjevy z venkovského života a horské krajiny. Je pohřben na evangelickém hřbitově augsburského vyznání ve Varšavě. Jeho obrazy jsou k vidění zejména v Národním muzeu ve Varšavě a v Hornoslezském muzeu v Bytomi.